# Fantozzi alla riscossa
Pour plus de détails, voir Fiche technique et Distribution.
Fantozzi alla riscossa, est une comédie italienne réalisée par Neri Parenti et sortie en 1990 ; il s'agit du septième chapitre de la saga des aventures du personnage fictif Ugo Fantozzi. 

## Synopsis
Le film renoue avec les habitudes de la série en présentant des épisodes en cascade : 
1. Fantozzi est invité par la Megaditta dans une cérémonie d'accueil des nouveaux, comme un exemple à ne pas suivre pour faire carrière.
2. Fantozzi croit pouvoir servir d'agent à sa petite fille, Ughina, qu'un producteur de cinéma voudrait embaucher, mais il y renonce quand il comprend que c'est à cause de son aspect simiesque qu'on veut la faire jouer dans La planète des singes 5.
3. Juge populaire incorruptible, Fantozzi subit les menaces et les brutalités de la mafia, y compris un viol de sa fille et de lui-même ; il finit par être condamné lui-même et emprisonné, mais en sort au bout de six mois pour maladie mentale.
4. Après une visite à un psychanalyste, Fantozzi décide d'exprimer sa violence intérieure et prend des leçons auprès d'un supporter anglais, un hooligan.
5. Passant son examen final de violence, Fantozzi le réussit en se trompant de cible (il s'agit de Barambani, son directeur d'entreprise qui lui en avait fait voir de toutes les couleurs); mais à peine reconnu dans son nouveau statut et sa "réussite", il est arrêté par la Guardia di Finanza et condamné pour banqueroute frauduleuse.
6. Il sort de prison pour infirmité mentale, entre autres grâce au best seller écrit par son épouse : Comment vivre avec un raté et être heureux. Mais les trop nombreuses accusations portées par son épouse dans le livre amènent Fantozzi à demander le divorce, et à une tentative de vie en couple avec Mlle Silvani.
7. Devant l'échec de son installation avec sa dulcinée de toujours, il se tourne vers une agence matrimoniale dotée d'un super programme informatique pour détecter l'âme sœur : c'est son épouse Pina qui est désignée, et il la retrouve comme si rien ne s'était passé.

## Fiche technique
- Réalisateur : Neri Parenti
- Scénario : Leonardo Benvenuti, Piero De Bernardi, Paolo Villaggio, Neri Parenti, Alessandro Bencivenni, Domenico Saverni
- Producteur : Mario Cecchi Gori, Vittorio Cecchi Gori
- Photographie : Sandro D'Eva
- Montage : Sergio Montanari
- Musique : Bruno Zambrini
- Durée : 82 minutes
- Genre : Comédie
- Date de sortie : 1990

## Distribution
- Paolo Villaggio : Ugo Fantozzi
- Milena Vukotic : Pina Fantozzi
- Gigi Reder : Filini
- Plinio Fernando : Uga Fantozzi / Mariangela Fantozzi
- Anna Mazzamauro : Mlle Silvani
- Paul Muller : Duc Francesco Maria Barambani
- Renato Cecchetto : juré au tribunal
- Silvia Annichiarico : juge obèse
- Angelo Bernabucci : producteur Cinecittà
- Luigi Petrucci : psychanalyste
- Graziella Polesinanti : titulaire de l'agence matrimoniale
- Sergio Gibello : huissier
- Pierfrancesco Villaggio (voix de Silvano Spadaccino) : supporter[1]
- Stefano Antonucci : chancelier
- Pietro Vivaldi : vieux juge populaire
- Salvatore Billa (voix de Gino Donato) : un mafieux pendant le viol
- Franco Ukmar (voix de Elio Zamuto) : un mafieux pendant le viol

## Remarques
- Comme dans le film précédent, Fantozzi va in pensione, la majorité des mésaventures de Fantozzi sont d'ordre privé et non plus professionnel, puisqu'il est à la retraite. Pour autant, Fantozzi semble y avoir plus d'initiatives qu'à l'ordinaire : elles n'aboutiront pas plus à quelque chose de positif. Est encore utilisée la violence disproportionnée, dite parfois slapstick.
- Ce septième chapitre renoue avec le style « anecdotique » de la saga, que le sixième avait un peu délaissé : les épisodes sont moins liés entre eux par une trame unitaire que par des transitions fantaisistes.